# Sankofa

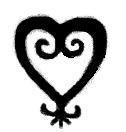
Símbolo adinkra para sankofa

Sankofa puede referirse tanto a un símbolo, como a un concepto u objeto del pueblo akan representado por un pájaro con la cabeza hacia atrás con un huevo en su boca. Aparece frecuentemente en la cultura de este pueblo y se refiere a la idea de que rememorando el pasado podemos comprender el futuro. Se ha adoptado también en la cultura afroamericana y el resto de la diáspora africana apareciendo en joyas, ropa o tatuajes.